# Джерело № 3 (Ужок)
Джерело № 3 — гідрологічна пам'ятка природи місцевого значення. Об'єкт розташований на території Великоберезнянського району Закарпатської області, села Ужок, урочище «Біля школи».
Площа — 0,5 га, статус отриманий у 1984 році.
Охороняється джерело мінеральної води та прилегла територія. Вода вуглекисла, гідрокарбонатно-хлоридно-кальцієво-натрієва. Загальна мінералізація - 1,5 г/л, мікроелемент - марганець. Придатна для лікування захворювань органів травлення.